# Macrodactylus bilineolatus
Macrodactylus bilineolatus är en skalbaggsart som beskrevs av Moser 1919. Macrodactylus bilineolatus ingår i släktet Macrodactylus och familjen Melolonthidae. Inga underarter finns listade i Catalogue of Life.